# محمد سرور یوسفزی
محمد سرور یوسفزی (انگلیسی: Mohammed Sarwar) بازیکن فوتبال اهل افغانستان است.
وی به همراه  تیم ملی فوتبال افغانستان در بازی‌های المپیک تابستانی ۱۹۴۸ شرکت کرده است.